# Kapisa
Kapisa ou Capisa (em persa: كاپيسا; romaniz.: Kāpīsā) é uma das 34 províncias do Afeganistão. Localizada no nordeste do país, sua capital é a cidade de Mahmud-e Raqi. A população de Kapisa é estimada em 364 900 habitantes, embora não haja estimativas oficiais. A província cobre uma área de 1 842 km², o que faz dela a mais pequena província do país, não obstante ser a província mais populosa a seguir a província de Cabul.

## Nome
O nome da província provem da palavra em língua persa كاپيسا, pronunciado Kāpīsā. De acordo com Antônio da Cruz a forma aportuguesada do assentamento é Capisa, sendo Kapisa uma forma também em uso na lusofonia e, principalmente, no mundo anglófono. Os topônimos ocidentais Capisa e Kapisa vem sendo usados em diversas formas de textos lusófonos, tais como artigos jornalísticos e fontes acadêmicas.

## História

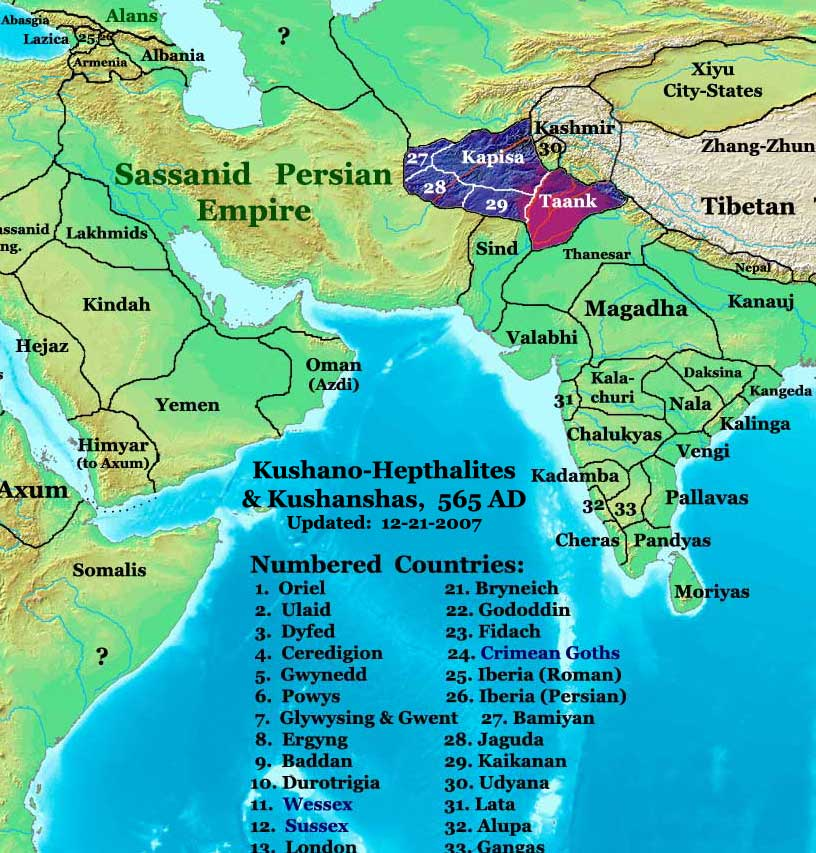
Ásia em 565, mostrando os reinos Shahi e seus vizinhos

As primeiras referências a Kapisa aparecem nos escritos do estudioso indiano Pānini, no século V a.C.. O estudioso indiano refere-se à cidade de Kapiśi, uma cidade do reino de Kapisa, a moderna cidade de Bagram. Ele também refere a Kapiśayana, um famoso vinho de Kapisa. A cidade de Kapiśi também apareceu como Kaviśiye em moedas greco-indianas de Apolodoto I (r. 180/174–160/165 a.C.) e Eucrátides I (r. 171–145 a.C.).
Descobertas arqueológicas em 1939 confirmaram que a cidade de Kapisa foi um empório de vinhos Kapiśayana, trazendo à luz numerosas garrafas de vidro, frascos de vinho em forma de peixe, e taças típicas do comércio de vinho da época. As uvas (Kapiśayani Draksha) e vinhos (Kapiśayani Madhu) da área são referidos em diversas obras da literatura indiana antiga. O épico Mahabharata também menciona a prática comum de escravidão na cidade.
De acordo com o estudioso Plínio, o Velho, a cidade de Kapiśi (também referida como Kafusa por seu copista Solino e Capisena por outros cronistas clássicos) foi destruída no século VI a.C.. pelo xá aquemênida Ciro II (Kurush) (r. 559–530 a.C.). Com base no relato do peregrino chinês Xuanzang, que a visitou em 644 a.C., parece que nos últimos tempos Kapisa fazia parte de um reino governado por um rei budista xátria que governava mais de dez estados vizinhos, incluindo Lampaca, Nagaraara, Gandara, e Banu. Xuanzang observa a raça de cavalos Shen na região, e também observa a produção de muitos tipos de cereais e frutas, bem como uma raiz perfumada chamada Yu-kin.

## Assistência médica
O percentual de domicílios com água potável caiu de 27% em 2005 para 15% em 2011. A percentagem de partos assistidos por uma parteira qualificada caiu de 12% em 2005 para 7% em 2011.

## Educação
A taxa de alfabetização geral (acima de 6 anos de idade) caiu de 39% em 2005 para 31% em 2011. A taxa de escolarização líquida global (de 6 a 13 anos de idade) caiu de 60% em 2005 para 55% em 2011.